# 광주광역시 소방 헬리콥터 추락 사고
광주광역시 소방헬기 추락 사고는 2014년 7월 17일 10시 13분 대한민국 광주광역시 광산구 장덕동에서 세월호 침몰 사고 현장 지원을 마치고 복귀하던 강원도 특수구조단 소속 유로콥터 AS365 돌핀(AS365 N3) 헬리콥터가 추락한 사고이다. 사고로  강원소방본부 소속 소방공무원 5명이 순직하였고, 민간인 1명이 부상당하였다.

## 사고 원인
상승 직진비행을 하는 도중 원인 미상의 이유로 우측 페달을 입력했고, 회복할 수 없는 항공기 우경사 및 급강하로 추락하였다. 조종사들은 항공기의 자세가 급격히 바뀌기 전 계기 관찰에 실패했고, 이로 인해 항공기의 우경사를 조기에 막지 못하였다. 또한 조종사들은 훈련요구시간을 충족하지 못해 계기 비행을 할 수 없는 상태에서 계기 비행을 하였으며, 강원도 소방본부의 항공구조대 지휘가 적절하지 못하였다. 사고 현장은 근처 고층 아파트와 상가지역, 학교, 원룸에 밀집해 있어 자칫 하마터면 세월호 침몰 사고에 이어 두번째 대형 참사로 이어질 뻔했다. 근처 버스 정류장에 있던 여고생 박모양은 재빠르게 도망쳐 헬기 파편에 맞아 부상을 입었지만 다행히 생명에는 지장이 없는것으로 확인되었다.

## 합동영결식
2014년 7월 22일 강원도청 별관 광장에서 정종섭 안전행정부 장관, 최문순 강원도지사, 최동용 춘천시장, 남상호 소방방재청장, 시도 소방본부장, 동료 소방관, 시민 등 500여 명이 참석한 가운데 강원도장으로 합동영결식이 엄수됐다. 순직 대원들에게 1계급 특진 임용장과 공로장, 추서된 훈장이 전달되었다. 순직자들은 합동 영결식을 마친 뒤 춘천안식원을 거쳐 대전현충원 소방관 묘역에 안장됐다.

## 소방공무원처우 개선 논란
순직한 이은교 소방교가 사고 발생 1시간 전 자신의 페이스북에 대한민국 소방공무원 4만여명 가운데 260여명만 국가직일 뿐 나머지는 지방직이며 이로 인해 만성적인 소방 예산 부족과 노후 장비화 문제 등이 나타나고 있다는 요지의 글을 올린 것으로 밝혀져 소방공무원 처우 개선 문제에 대한 논란이 일었다. 2014년 7월 20일 오전 강원 춘천시 장례식장에서 순직 소방관들의 조문을 마치고 나가던 정홍원 총리 앞에 순직 소방관들의 동료들이 갑자기 무릎을 꿇고 엎드려 소방직 공무원들의 처우개선을 요구하였다. 이들은 "소방대원들을 좀 살려달라, 우리 소방 조직을 언제까지 이렇게 놔두시겠느냐"며 "우리 대원들이 헬기를 타고 나가서 아직 돌아오지 않고 있다"고 호소하였고 정홍원 총리는 "충분히 알겠다"고 이들을 일으켜 세웠다. 함께 있던 남상호 소방방재청장은 이들에게 "소방공무원이냐"고 물으며 "소방공무원이 왜 이러느냐"고 다그쳤다.

## 순직자 명단
계급은 순직 당시의 계급이다. 지금은 1계급 특진되었다.
- 정성철 지방소방경
- 박인돈 지방소방위
- 안병국 지방소방장
- 신영룡 지방소방교
- 이은교 지방소방사

## 참고 문헌
- 강원소방 회전익항공기(HL9461)사고조사 보고서 - 항공·철도사고조사위원회